# ديانا هالر
ديانا هالر هي مغنية ومغنية أوبرا كرواتية، ولدت في 11 نوفمبر 1986 في رييكا في كرواتيا.